# Faster (canção)
"Faster" é uma canção da banda britânica de rock Manic Street Preachers, lançada em junho de 1994 como o primeiro single do álbum The Holy Bible, lançado no mesmo ano. A música é uma composição dos quatro integrantes do grupo.
Geralmente classificada como rock alternativo, hard rock, punk rock e post-punk, teve suas letras escritas por Nicky e Richey, da mesma forma com "P.C.P.". Nicky afirmou, mais tarde, em entrevistas, que os versos de "Faster" lhe são confusos, embora Richey tenha lhe dito que tratava-se de auto-abuso
A frase "I hate purity. Hate goodness. I don't want virtue to exist anywhere. I want everyone corrupt", presente no início de "Faster" foram extraídas do filme baseado em Nineteen Eighty-Four, obra de George Orwell, com vocais de John Hurt.
O single alcançou a 16ª posição nas paradas britânicas.

## Faixas
CD
1. "Faster" – 3:54
2. "P.C.P." – 3:53
3. "Sculpture of Man" – 1:53
4. "New Art Riot (In E Minor)" – 3:00

Vinil
1. "Faster"
2. "P.C.P."
3. "Sculpture of Man"

Cassete
1. "Faster"
2. "P.C.P."

## Ficha técnica
- James Dean Bradfield - vocais, guitarra
- Nicky Wire - baixo
- Sean Moore - bateria
- Richey Edwards - guitarra base